# Epicriidae
Super-famille
Famille
Les Epicriidae Berlese, 1885 sont une famille d'acariens Mesostigmata, la seule de la super-famille des Epicrioidea. Elle contient six genres et plus de 40 espèces.

## Classification
- Adenoepicrius Moraza 2005
- Berlesiana Turk, 1943
- Cornubia Türk, 1943
- Diepicrius Berlese, 1917
- Epicrius Canestrini & Fanzago, 1877
  - Epicrius (Epicrius) Canestrini & Fanzago, 1877
  - Epicrius (Epicriella) Willmann, 1953
- Neoepicrius Moraza & Johnston 2004